# Cryptothele
Cryptothele es un género de arañas de la familia Zodariidae.

## Especies
- Cryptothele alluaudi Simon, 1893
- Cryptothele ceylonica O. P-Cambridge, 1877
- Cryptothele collina Pocock, 1901
- Cryptothele cristata Simon, 1884
- Cryptothele doreyana Simon, 1890
- Cryptothele marchei Simon, 1890
- Cryptothele sundaica Thorell, 1890
- Cryptothele sundaica amplior Kulczyński, 1911
- Cryptothele sundaica javana Kulczyński, 1911
- Cryptothele verrucosa L. Koch, 1872